# Étienne Ier d'Aligre
Pour les articles homonymes, voir Étienne d'Aligre et famille d'Aligre.
Étienne Ier d'Aligre, né en 1559 à Chartres, et mort le 11 décembre 1635 à Pontgouin, est un homme d'État français du XVIIe siècle, qui remplit différentes fonctions importantes sous Louis XIII.

## Biographie
Reçu président au siège présidial de Chartres, il prête serment au parlement de Paris le 4 septembre 1587, puis devient conseiller au Grand Conseil et intendant de la maison de Charles de Bourbon, comte de Soissons, qui le nomme tuteur honoraire de son fils, Louis. Henri IV le nomme président au parlement de Bretagne.
Sous Louis XIII, il est conseiller ordinaire dans ses Conseils d'État et de finances.
Le 6 janvier 1624, il est commis à l'office de garde des sceaux de France, et le 3 octobre, après la mort de Nicolas Brûlart de Sillery, Louis XIII le nomme chancelier de France, mais à la suite d'intrigues, il doit rendre les sceaux le 1er juin 1626.

### Décès

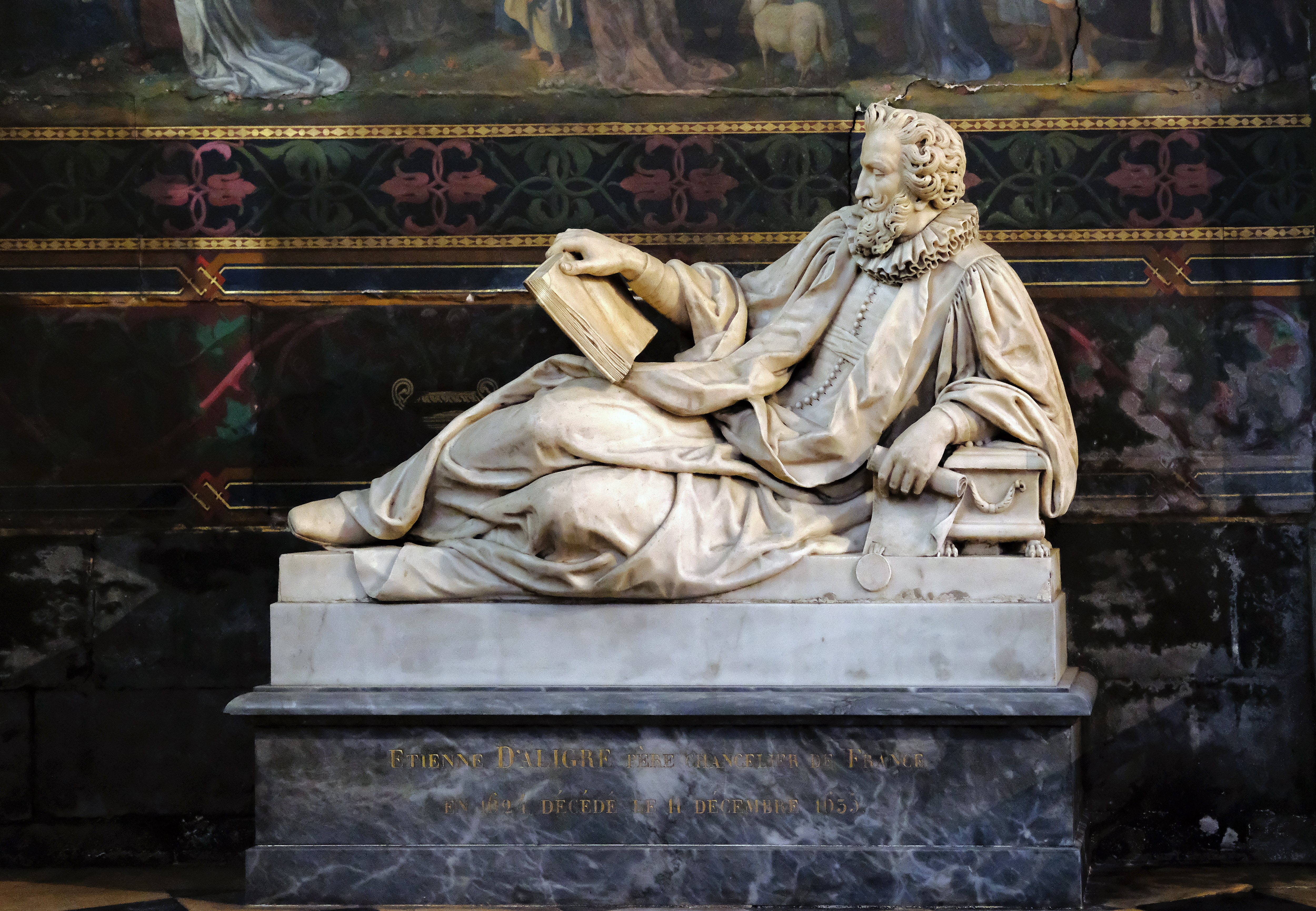
Statue dans l'église Saint-Germain-l'Auxerrois

Dès 1626, par ordre de sa Majesté, il est exilé sur sa terre de la Rivière, à Pontgouin, dans le Perche. Il y finit ses jours, laissant la réputation d'être l'un des magistrats les plus intègres de son siècle, mais un ministre faible et timide. Il meurt le 11 décembre 1635 dans sa maison (terre et maison de campagne des évêques de Chartres, futur château de La Rivière) à Pontgouin, à l'âge de 75 ans.

### Famille
Il est le fils de Raoul Haligre, sieur de Chonvilliers, et de Jeanne Lambert.
Il épouse Marie Élisabeth Le Chapelier (sœur de la mère d'Élisabeth Turpin, femme de Michel Le Tellier), dont il eut :
- Étienne II d'Aligre
- Louis, seigneur de Chonvilliers
- Nicolas, abbé de Saint-Évroult de Lisieux, mort en Espagne le 26 octobre 1638
- ..., religieuse au prieuré de Bellomer
- Marguerite, prieure de Bellomer
- ..., religieuse à l'abbaye de Gif
- Élisabeth, mariée à François de Courseulles, baron du Rouvray

## Armoiries
| Figure | Blasonnement |
|        | Les armes de la famille d'Aligre se blasonnent ainsi : « burelé d'or et d'azur de dix pièces ; au chef d'azur chargé de trois soleils d'or ». |